# Людовик д'Евре

Герб Людовіка Д'Евре.

Людовик д'Евре (фр. Louis d'Évreux; 1276 — 19 травня 1319) — граф Евре, Етампа і де Бомон-ле-Роже, син короля Філіпа III Сміливого і Марії Брабантської. Французький принц з династії Капетингів. Засновник дому Д'Евре.

## Біографія
У віці 9 років помер його батько, Філіп ІІІ Сміливий, у Арагонському Хрестовому поході. Людовик отримав щорічну безстрокову пенсію у розмірі 15000 ліврів. У 1297 році отримав від свого брата Філіпа IV Бомон-ле-Руже. В 1308 отримав в апанаж Евреське графство.
Людовік Евре мав стриманий характер, який особливо проявлявся його дипломатичних навичках. Однією з його найважливіших дипломатичних місій були переговори в Франко-Фландрійській війні в 1305 році. За свідченням сучасників, цей принц був прихильником миру. У порівнянні зі своїм енергійним братом графом Карлом де Валуа, Людовік, який до нього завжди був опозиційно налаштований, був тихим і спокійним. Однак він твердо захищав право Держави над Церквою і допоміг своєму братові Філіпу IV Красивому в його боротьбі проти папи Боніфація VIII.

### Маркеттська конвенція
Король Франції Філіп IV скликав раду в Орші, щоб вирішити продовжити чи припинити війну з Фландрією. Старший син короля, в майбутньому Людовік Х, і Карл Валуа виступали за продовження війни. Проти цього виступили Людовік Д'Евре і Ангерран де Мариньї, радник короля, переконуючи прийняти пропозицію про перемир'я. Філіп, пам'ятаючи про поразку в 1302 році, вирішив прийняти пропозицію. Конвенцію було підтверджено 3 вересня, а ратифіковано 10 жовтня в Сен-Дені.
У 1317 році його племінник Філіп V Довгий звів його графство Евре в перство. Він також став радником молодого короля. Людовік Д'Евре раптово помер в 1319 році в абатстві Нотр-Дам де Лонгпонт.

## Сім'я і діти
Дружина: (з 1301) Маргарита д'Артуа (бл. 1285—1311), дочка Філіпа д'Артуа і Бланки де Дре. Мали п'ятеро дітей:
- Марія (1303—1335), чоловік (з приблизно 1314) — герцог Жан III Брабантський (1300—1355);
- Карл (1305—1336), граф д'Етамп;
- Філіпп (1306—1343), граф д'Евре, король Наварри через шлюб з Іоанною II, королевою Наварри;
- Маргарита (1307—1350), чоловік (з 1325) — граф Гійом XII Овернський (бл. 1300—1332);
- Іоанна (1310—1371), чоловік (з 1325) — король Карл IV Вродливий (1294—1328).

## В культурі
Людовік Д'Евре є одним із героїв роману французького письменника Моріса Дрюона «Прокляті королі».